# سانتا اویتا
سانتا اِویتا (اسپانیایی: Santa Evita‎؛ معنای تحت‌اللفظی: اِویتای قدیس) یک مجموعهٔ تلویزیونی درام آرژانتینی است که در سال ۲۰۲۲ منتشر شد و روایتی از روزهای آخر زندگی اوا پرون، ماجرای مفقودشدن جسدش و دیکتاتوری پس از آن است. راتن تومیتوز بر پایهٔ نقد ۷ منتقد سینمایی، رتبه ۱۰۰٪ به این مینی‌سریال داده است.

## گزیدهٔ بازیگران
- ناتالیا اوریرو
- ارنستو آلتریو
- داریو گراندینتی
- فرانسزگ اوریا[۳]
- دیه‌گو بلاسْـکِـس